# Pelote basque aux Jeux panaméricains de 2019
Navigation
2011
Les compétitions de pelote basque aux Jeux panaméricains de 2019 ont lieu du 4 au 10 août 2019 à Lima, au Pérou. 

## Médaillés

### Hommes
| Épreuves                                | Or                                               | Argent                                     | Bronze                                   |
| --------------------------------------- | ------------------------------------------------ | ------------------------------------------ | ---------------------------------------- |
| Double trinquet, balle en caoutchouc    | Argentine Sebastian Andreasen Santiago Andreasen | Mexique Daniel Garcia Isaac Perez          | Chili Manuel Dominguez Esteban Romero    |
| Fronton individuel, balle en caoutchouc | Arturo Rodriguez (MEX)                           | Facundo Andreasen (ARG)                    | Alejandro Gonzalez (CUB)                 |
| Double frontenis                        | Mexique Josue Lopez Luis Molina                  | États-Unis Omar Espinoza Salvador Espinoza | Argentine Jorge Alberdi Guillermo Osorio |
| Double fronton, ballon en cuir          | Argentine Pablo Fusto Alfredo Villegas           | Cuba Armando Chappi Frendy Fernandez       | Mexique Rodrigo Ledesma Miguel Urrutia   |
| Fronton à la main individuel            | David Alvarez (MEX)                              | Dariel Leiva (CUB)                         | Filipe Otheguy (BRA)                     |
| Fronton péruvien individuel             | Cristopher Martinez (PER)                        | Guillermo Osorio (ARG)                     | Isaac Perez (MEX)                        |

### Femmes
| Épreuves                              | Or                                        | Argent                                | Bronze                                 |
| ------------------------------------- | ----------------------------------------- | ------------------------------------- | -------------------------------------- |
| Double trinquete, balle en caoutchouc | Argentine Cynthia Pinto Maria Garcia      | Uruguay Maria Miranda Camila Naviliat | Mexique Paulina Castillo Rosa Flores   |
| Double fronton, balle en caoutchouc   | Mexique Dulce Figueroa Laura Puentes      | Cuba Yasmary Medina Daniela Darriba   | Argentine Sabrina Andrade Melina Spahn |
| Double frontenis                      | Mexique Guadalupe Hernandez Ariana Cepeda | Cuba Yasmary Medina Leyanis Castillo  | Pérou Nathaly Paredes Mia Rodríguez    |
| Fronton individuel péruvien           | Claudia Suarez (PER)                      | Wendy Durán (CUB)                     | Melina Spahn (ARG)                     |

## Tableau des médailles
| Rang  | Nation     | Or | Argent | Bronze | Total |
| ----- | ---------- | -- | ------ | ------ | ----- |
| 1     | Mexique    | 5  | 1      | 3      | 9     |
| 2     | Argentine  | 3  | 2      | 3      | 8     |
| 3     | Pérou      | 2  | 0      | 1      | 3     |
| 4     | Cuba       | 0  | 5      | 1      | 6     |
| 5     | États-Unis | 0  | 1      | 0      | 1     |
| 5     | Uruguay    | 0  | 1      | 0      | 1     |
| 7     | Brésil     | 0  | 0      | 1      | 1     |
| 7     | Chili      | 0  | 0      | 1      | 1     |
| Total | Total      | 10 | 10     | 10     | 30    |